# ヴェンタッソ
ヴェンタッソ（伊: Ventasso）は、イタリア共和国エミリア＝ロマーニャ州レッジョ・エミリア県にある、人口約3,900人の基礎自治体（コムーネ）。
コムーネ統廃合 (it:Fusione di comuni italiani) により、2016年1月1日にブザーナ, コッラーニャ, リゴンキオ, ラミゼートが合併して新自治体が発足した。

## 地理

### 位置・広がり

#### 隣接コムーネ
隣接するコムーネは以下の通り。括弧内のMSはマッサ＝カッラーラ県所属、PRはパルマ県、LUはルッカ県所属を示す。
- カステルノーヴォ・ネ・モンティ
- コマーノ (MS)
- フィヴィッツァーノ (MS)
- モンキオ・デッレ・コルティ (PR)
- パランツァーノ (PR)
- シッラーノ・ジュンクニャーノ (LU)
- ヴェット
- ヴィッラ・ミノッツォ

### 地震分類
ヴェンタッソは、イタリアの地震リスク階級 (it) ではzona 2 (sismicità media) に分類される。